# Tony Dunst
George „Tony“ Dunst (* 17. Oktober 1984 in Milwaukee, Wisconsin) ist ein professioneller US-amerikanischer Pokerspieler und Fernsehmoderator.  Er ist zweifacher Braceletgewinner der World Series of Poker und gewann 2013 das Main Event der World Poker Tour.

## Persönliches
Dunst wuchs bis zu seinem siebten Lebensjahr in seiner Geburtsstadt Milwaukee auf und zog anschließend nach Madison. Als 14-Jähriger spielte er das MMORPG EverQuest, mit dem er sich durch das Tauschen und anschließendem Verkaufen von Gegenständen über den Online-Marktplatz eBay mehrere tausend US-Dollar verdiente. Später zog er für ein Studium nach Australien. Dort begann er eine Beziehung mit der Pokerspielerin Celina Lin. Dunst brach sein Studium ab und zog gemeinsam mit Lin in ihre Heimat China. Heute lebt er in Las Vegas.

## Pokerkarriere

### Werdegang
Dunst kam durch Filme wie Ocean’s Eleven in den frühen 2000er-Jahren zum Poker. Er eröffnete Accounts bei Onlinepokerräumen und wählte bei PokerStars sowie Full Tilt Poker den Nickname Bond18 in Anlehnung an James Bond. Darüber hinaus spielte er zu Beginn seiner Karriere in Homegames. Dunst zahlte 2006 bei Onlinepokerräumen 75 US-Dollar ein und machte aus diesen durch das Spielen von Sit-and-Gos schnell 2800 US-Dollar. Er spielte zudem unter den Nicknames LuckyTonyD (TitanPoker), muckthenuts (UltimateBet) und muckanut (Bodog sowie Absolute Poker). Seine Onlinepoker-Turniergewinne liegen insgesamt bei knapp 2 Millionen US-Dollar, wobei Dunst heute nur noch auf PokerStars aktiv ist.
Seine erste Geldplatzierung bei einem Live-Turnier erzielte Dunst im August 2005 in Melbourne. Der Amerikaner war Ende Juli 2006 erstmals bei der World Series of Poker (WSOP) im Rio All-Suite Hotel and Casino am Las Vegas Strip erfolgreich und belegte bei einem Turnier der Variante No Limit Hold’em, dem Main Event, den 198. Platz, der mit mehr als 40.000 US-Dollar bezahlt wurde. Anfang Juli 2008 gewann er den Bellagio Cup im Hotel Bellagio am Las Vegas Strip mit einer Siegprämie von knapp 200.000 US-Dollar. Im Februar 2009 wurde Dunst beim Main Event der Australia New Zealand Poker Tour in Adelaide Zweiter und erhielt ein Preisgeld von mehr als 110.000 Australischen Dollar. Bei der WSOP 2010 erreichte er im Main Event den siebten Turniertag und schied dort auf dem mit knapp 170.000 US-Dollar dotierten 50. Platz aus. Ende November 2013 gewann der Amerikaner das Main Event der World Poker Tour (WPT) auf Sint Maarten und sicherte sich eine Siegprämie von 145.000 US-Dollar. Ende April 2014 saß Dunst erneut am Finaltisch des WPT-Main-Events und belegte in Atlantic City den dritten Platz für rund 450.000 US-Dollar. Ein Jahr später erreichte er an gleicher Stelle beim gleichen Turnier wieder den Finaltisch und wurde Sechster, was ihm mehr als 170.000 US-Dollar einbrachte. Im Januar 2016 belegte der Amerikaner beim Main Event der Aussie Millions Poker Championship in Melbourne den zweiten Platz hinter Ari Engel und sicherte sich sein bisher höchstes Preisgeld von einer Million Australischen Dollar, zu diesem Zeitpunkt umgerechnet rund 700.000 US-Dollar. Bei der WSOP 2016 gewann Dunst das 63. Event auf dem Turnierplan und erhielt neben dem Hauptpreis von knapp 340.000 US-Dollar ein Bracelet. Anfang Juni 2019 wurde er beim im Aria Resort & Casino am Las Vegas Strip ausgespielten Baccarat Crystal WPT Tournament of Champions Zweiter für mehr als 250.000 US-Dollar. Bei der WSOP 2019 belegte der Amerikaner bei einem Hold’em-Event den zweiten Platz und erhielt rund 375.000 US-Dollar. Im Juli 2020 setzte er sich unter dem Nickname Panoramic bei einem Turnier der aufgrund der COVID-19-Pandemie ausgespielten World Series of Poker Online durch und erhielt knapp 170.000 US-Dollar sowie sein zweites Bracelet.
Insgesamt hat sich Dunst mit Poker bei Live-Turnieren mehr als 4 Millionen US-Dollar erspielt. Seit der neunten Saison der World Poker Tour gehört er zum Team der WPT, nachdem er die Position über ein offenes Casting erhalten hatte. Im Mai 2017 übernahm der Amerikaner als Nachfolger von Mike Sexton die Rolle des WPT-Kommentators.

### Braceletübersicht
Dunst kam bei der WSOP 77-mal ins Geld und gewann zwei Bracelets:
| Jahr   | Buy-in (in $) | Turnier                              | Teilnehmer | Preisgeld (in $) |
| ------ | ------------- | ------------------------------------ | ---------- | ---------------- |
| 2016 O | 1000          | No-Limit Hold’em                     | 2452       | 339.254          |
| 2020 O | 0777          | WSOP.com – No Limit Hold’em 6-Handed | 1361       | 168.342          |